# Ángela María de la Concepción
Ángela Tabares Martínez, de nombre religioso Ángela María de la Concepción  (Cantalapiedra, 1 de marzo de 1649 - El Toboso, 13 de abril de 1690) fue una monja trinitaria, escritora y mística española, fundadora del monasterio de El Toboso y de las Monjas Trinitarias Recoletas.

## Biografía

### Origen y formación
Ángela María nació en el pueblo salmantino de Cantalapiedra el 1 de marzo de 1649, hija de Alonso Tabares y María Martínez Santo. A los trece años de edad, tras una confesión general, hizo voto de virginidad y de hacerse religiosa, lo cual cumplió cuando cumplió lo 21 años, entró en el monasterio de las carmelitas descalzas de Valladolid, pero tuvo que retirarse debido a una enfermedad no descifrada.

### Trinitaria calzada
Cuando Ángela María se recuperó de su enfermedad, por razones desconocidas no regresó al monasterio de las carmelitas, sino que ingresó al monasterio de las trinitarias calzadas de Medina del Campo. Durante su noviciado se empeñó por cumplir los requisitos exigidos por la orden religiosa: progresar en la humildad, en el espíritu de oración, en la obediencia y en la mortificación.

### Fundadora de las Trinitarias recoletas
Después de nueve años de profesa, Ángela María se sintió llamada por Dios a iniciar la recolección de las trinitarias. Eran los tiempos de las reformas de las órdenes religiosas en España, marcados por los postulados del Concilio de Trento, que intentaban vivir una vida más acorde al espíritu de los orígenes. Así, la monja se hizo cargo como priora de la nueva fundación de las trinitarias recoletas de El Toboso, uno de los centros más importantes de La Mancha.  Junto a otras once religiosas vistió el hábito de la recolección en el convento de los trinitarios calzados de la Corte, el 20 de mayo de 1680. El monasterio donde residían las trinitarias era tan majestuoso que mereció ser llamado «El Escorial de la Mancha».
El 10 de junio de 1681 profesaron sus votos las primeras trinitarias recoletas, es allí donde Ángela María, añadió el nombre religioso de la Concepción. Tres años más tarde, el 22 de febrero de 1685, el papa Inocencio XI apruebó las Constituciones de la Recolección Trinitaria.

### Fallecimiento
Desde el mes de julio de 1689, Ángela María quedó postrada en el lecho, poco a poco su cuerpo se fue debilitando, de tal manera que iba perdiendo las fuerzas físicas. El 9 de abril de 1690 pidió la unción de los enfermos, murió el día 13 del mismo mes, a la edad de 41 años.

## Obras
Ángela María de la Concepción se caracterizó por escribir obras de carácter religioso y místico, entre las que destacan, además de las Constituciones, su Autobiografía  y el Riego espiritual para las nuevas plantas, además de numerosas cartas y algunos tratados espirituales, entre estos, el Tratado de las virtudes y el Tratado de la oración mental, el cual dejó sin terminar. Todas sus obras se encuentran impregnadas del sabor reformador de su tiempo, influenciados por los escritos de Santa Teresa de Jesús, San Juan de la Cruz, San Simón de Rojas y San Juan Bautista de la Concepción. A su vez, la Biblioteca Nacional de España (BNE)  incluye siete registros de obras que se han ocupado de su personalidad. 